# Vicent Barberá i Villegas
Vicent Barberá i Villegas (? - Madrid, 1886) fou un advocat i polític valencià del segle xix. El fou escollit regidor de l'ajuntament de València pel Partit Democràtic. Donà suport la revolució de 1868 i el 1870 tornà a ser regidor pel Partit Republicà Democràtic Federal, amb el que fou elegit diputat a Corts per Llíria a les eleccions generals espanyoles d'agost de 1872 i 1873, en aquestes formant part del sector més intransigent del republicanisme. També fou alcalde de València de 1870 a 1872.